# Ніщо не вічне (Цілком таємно)
Ніщо не вічне (англ. Nothing Lasts Forever) — 9-й епізод одинадцятого сезону серіалу «Цілком таємно». Прем'єра в мережі «Фокс» відбулася 14 березня 2018 року. Під час початкового ефіру в США його переглянули 3.01 мільйона глядачів.

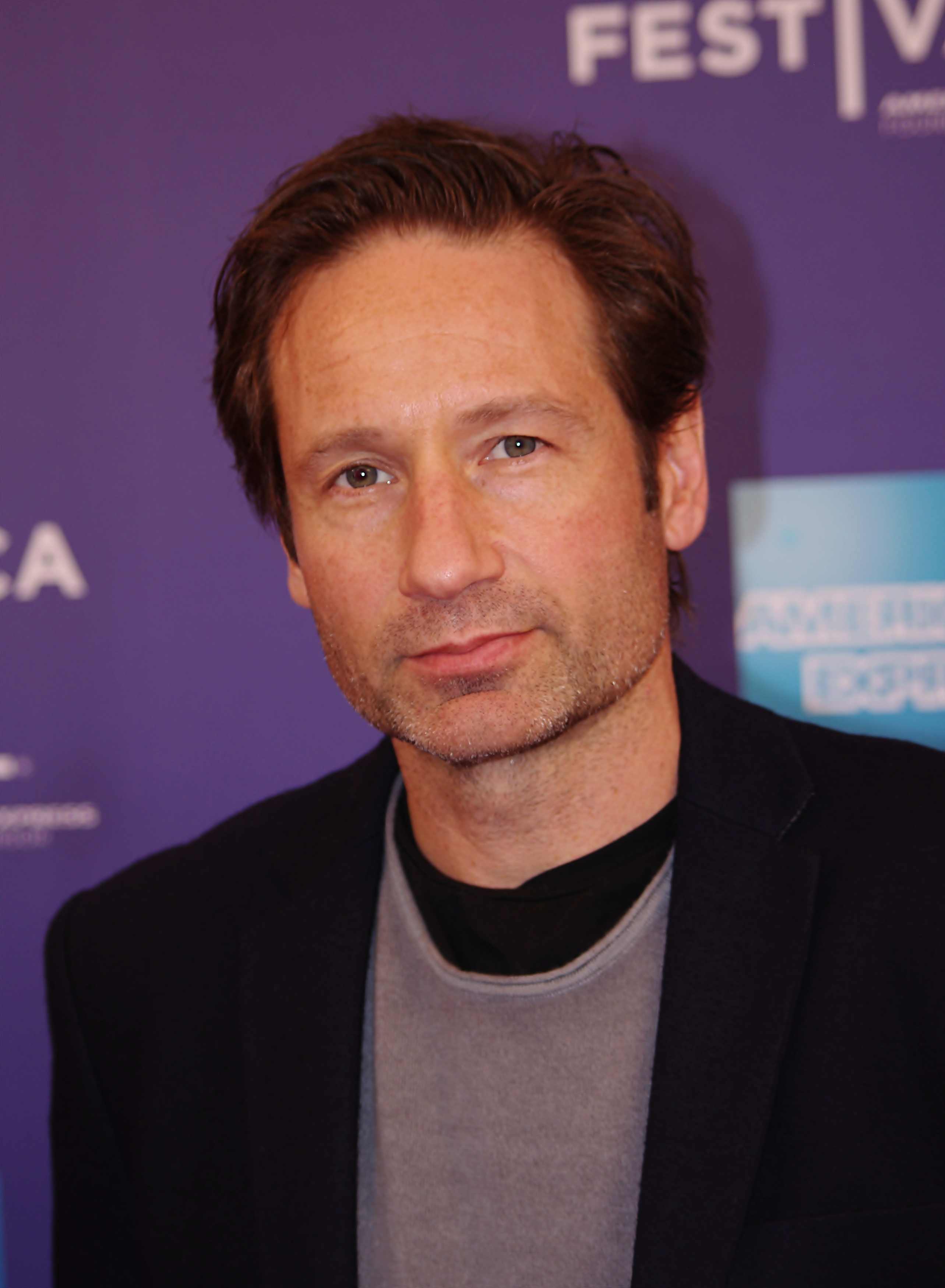

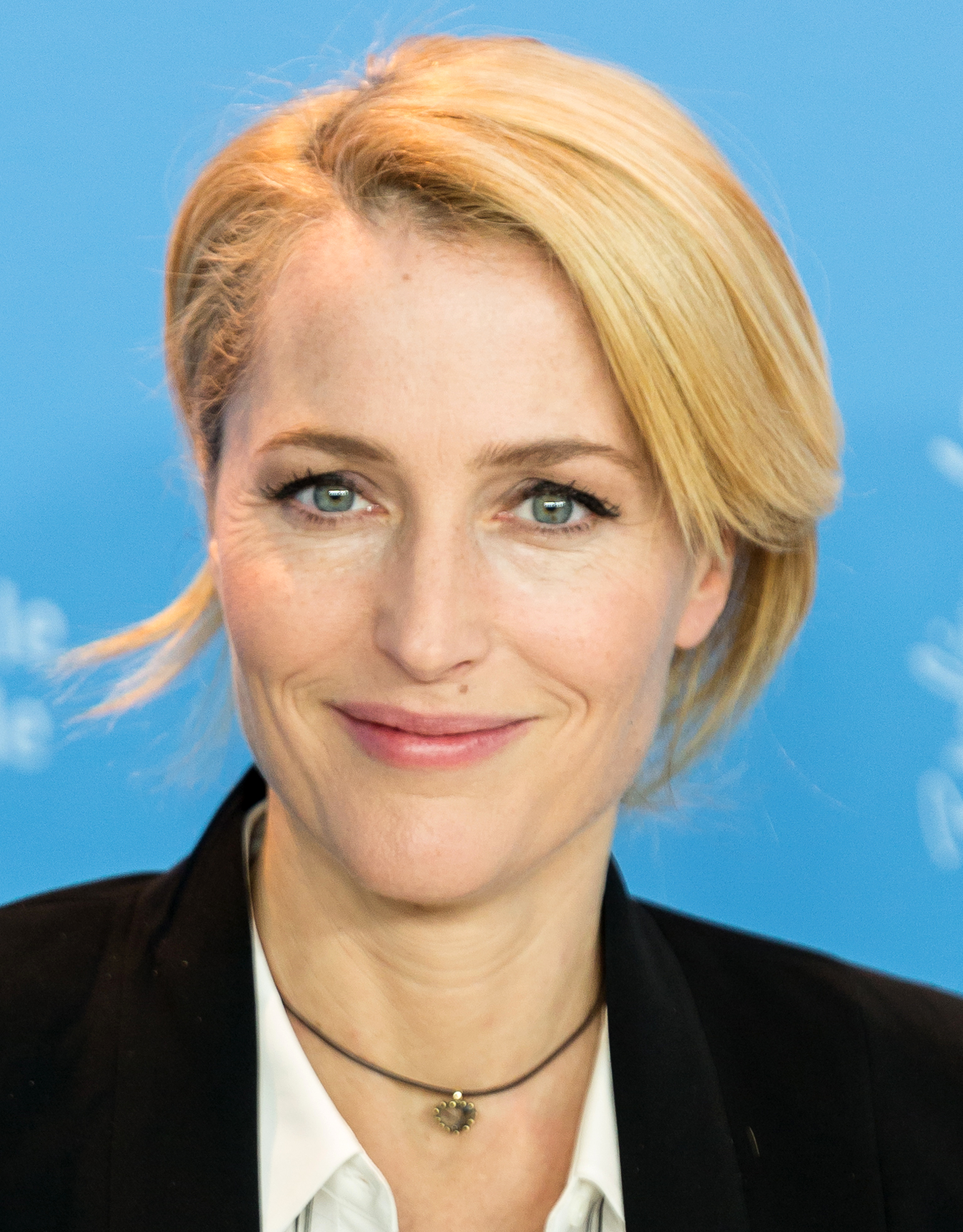

Дейна Скаллі та Фокс Малдер розслідують крадіжку людських органів, за якою стоїть загадкова секта.

## Зміст
Я хочу бути гарною
В імпровізованій операційній у Бронксі два хірурги вилучають органи у людини, тим самим вбиваючи її. Операцію перериває Джульєт, молода жінка, яка вбиває хірургів, засаджуючи їм у груди металеві штирі і посилюючи ефект молотком. Їй вдається забрати більшу частину органів (крім печінки й підшлункової залози) та доставити їх до найближчої лікарні в контейнері для перенесення, на якому написано «Я відплачу».
Малдер і Скаллі починають займатися цією справою, тому що, судячи з наявних свідчень, йдеться про ритуальне вбивство. Місцеві поліцейські не зацікавлені у розслідуванні після того, як з'ясовується, що в одного з хірургів було відкликано медичну ліцензію і він пов'язаний з російською мафією. Вони не довіряють припущенню Малдера про те, що вбивства відбуваються з метою крадіжки донорських органів.
Малдер та Скаллі зустрічаються у церкві, де обговорюють природу віри. Скаллі підтверджує, що перевірила інформацію про пересадку печінки за останню добу, але всі донори є в базі. У свою чергу, Малдер не може знайти жодних слідів незаконного продажу органів у даркнеті. Він пов'язує послання вбивці з псалмом, що обіцяє божу кару нечестивцям, і зауважує, що залізні кілки, використані як знаряддя вбивства, були виламані з церковного паркану. Тепер Малдер припускає, що вбивства були сатанинським ритуалом, які вчинили під впливом божественного гніву. Після розмови з місцевим священиком вони виходять на Джульєт, яка відмовляється говорити, але зізнається, що її сестра Олівія Боканегра вступила до секти.
Як з'ясовується, зниклі органи були доставлені в будівлю, де у пустелі живуть колишня зірка телебачення Барбара Бомонт і її партнер Рендольф Лювеніс. Барбара з істеричним розладом особистості оточила себе сектантами, які поїдають органи своїх жертв, щоб уповільнити процес старіння. Хоча Барбарі 85 років, вона виглядає максимум на тридцять. Ефект омолодження є лише тимчасовим, тому Лювеніс хірургічним методом пришиває себе до інших людей, щоб змінити свій вік. Проте викрадених органів стає недостатньо, щоб нагодувати всіх охочих. Лювеніс йде, щоби вкрасти органи з лікарні, а один із членів секти пропонує себе як жертву для підтримки життя інших. Він ударяє себе ножем у живіт, і його з'їдають живцем.
Припустивши, що викрадені органи не можуть використовуватися для трансплантації, Малдер і Скаллі поміщають «жучок» у серце і послаблюють лікарняну охорону, щоб Лювеніс міг вкрасти його. Сигнал наводить їх до житлової будівлі, де мешкають члени секти. Лювеніс наражає себе на хірургічне втручання, в ході якого до нього пришивають Олівію.
У квартирі Барбари на агентів ФБР нападають сектанти. Вони скидають Скаллі до шахти ліфта, а Малдера рятує Джульєт, яка вбиває Барбару ударом металевого штиря у серце. У пошуках Скаллі Малдер спускається до підвалу, де зустрічає помітно молодшого Лювеніса, пришитого до Олівії. Він стверджує, що знайшов ліки від старості, якими є гетерохронний парабіоз (приєднання кровоносної системи молодого до старого). Раптом Лювеніса вбиває Джульєт. Малдер знаходить у шахті ліфта цілу і неушкоджену Скаллі, яку врятувала гора сміття, що нагромадилася за десятки років. Джульєт здається і згодна провести залишок свого життя у в'язниці.
Гармонія віри і знання. Хіба не тому нам так добре разом?

## Зйомки
Епізод був написаний Карен Нільсен, її перша авторська заслуга для серіалу. Нільсен також працював координатором сценарію для сезонів 10 і 11. Натхнення Нільсена для епізоду було розкрито в інтерв'ю SyFyWire:
|  | «Отже, я був зачарований людьми, які є дуже релігійними. Моя сестра дуже ревна католичка, а я ні. Мене завжди захоплювало те, що Скаллі вельми віруюча, а Малдер – ні. Я подумав, що це буде цікаво - щоб Скаллі трохи подумала про свою релігію, особливо про те, що відбувалося в її житті з Вільямом. І тоді Глен (Морган) подумав, що культ був би справді цікавим способом зіставити це. І я підвердив - так, ти правильно думаєш. І Джим (Вонг) теж був надзвичайно схвильований. Отже, Глен привніс культову ідею, і, я думаю, саме тут виник зародок цієї емоційної подорожі». |

Незважаючи на те, що цей епізод є передостанньою частиною сезону, Нільсен відчула, що хоче, аби остання сцена епізоду була пов'язана з майбутнім завершенням. Вона хотіла, щоб усе вело до Вільяма, намагаючись створити якийсь імпульс, який, на її думку, був потрібний.

## Показ і відгуки
«Nothing Lasts Forever» отримав схвальні відгуки критиків. На «Rotten Tomatoes» рейтинг схвалення становить 100 % із середньою оцінкою 7,6 із 10 на основі 9 відгуків. Ліз Шеннон Міллер з «IndieWire» назвала цей епізод гарним заголовком, який вартий того, щоб сприйняти його, як підготовку до фіналу сезону.
Під час початкової трансляції в СЩА 14 березня 2018 року серія зібрала 3,01 мільйона глядачів, що було менше, ніж у попередньому епізоді, який мав 3,46 мільйона глядачів.
Станом на жовтень 2022 року на сайті «IMDb» серія отримала 6.6 бала підтримки з можливих 10 при 2274 голосах користувачів. Оглядач Мет Фаулер для «IGN» писав так: «Можливо, „Nothing Lasts Forever“ містив монструозний сюжет, який здавався зібраним докупи, щоб люто відповідати темам „останнього ура“ Малдера та Скаллі, але це був такий веселий і дуже гарний час, що все спрацювало.».
В огляді «IndieWire» зазначено так: «Незважаючи на неймовірну грубість, ранні сцени цього епізоду були дійсно добре режисовані Джеймсом Вонгом, включаючи деякі сильні візуальні переходи, які змусили нас звернути увагу. На жаль, на рівні сюжету „Nothing Lasts Forever“ об'єднаний лише завдяки деяким досить незграбним рухам. Як один із прикладів, вся сюжетна лінія про доктора Лювеніса, який викрадає серце (на яке Малдер і Скаллі підклали трекер), була згладжена кількома рядками діалогу. І виглядало це як досить відчайдушний перепис на останній секунді, щоб згладити інші проблеми виробництва..» Оглядач Кріс Лонго для «Den of Geek» зазначав так: «Мені подобається весь аспект „Секретних матеріалів“ у тому, що „ніщо не є тим, чим здається“. Тож я хотів би більше дослідити цю сторону через персонажа, який став „монстром тижня“.»

## Знімалися
| Актор              | Роль              |
| ------------------ | ----------------- |
| Девід Духовни      | Фокс Малдер       |
| Джилліан Андерсон  | Дейна Скаллі      |
| Фіона Брум         | Барбара Бімон     |
| Карлена Брітч      | Джульєт Боканегра |
| Джер Бернс         | Рандольф Лювеніс  |
| Женев'єв Бюхнер    | Кайла             |
| Кемерон Макдональд | батько Гарді      |